# Felice Ficherelli
Felice Ficherelli zwany II Riposo (ur. w 1605 r. w San Gimignano, zm. 1660) – włoski malarz, tworzący w okresie baroku, aktywny głównie w Toskanii.

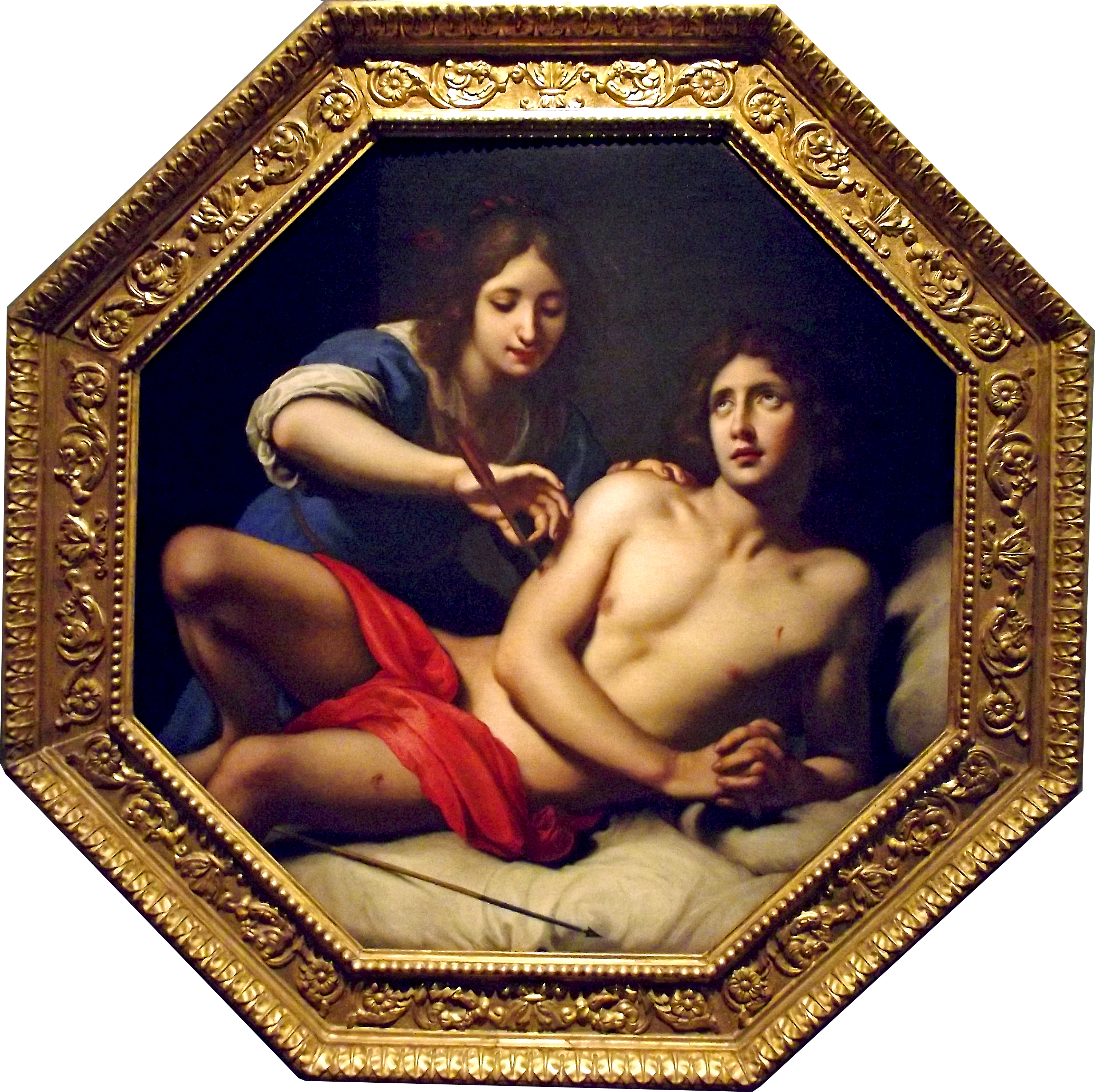
Święta Irena opatruje rany św. Sebastiana, 1650

## Życiorys
Był uczniem Jacopa da Empoli. Jego najwcześniejsze znane prace powstały na zlecenie hrabiego Vernio Alberta d' Ottavio de Bardi. Pod jego namową opuścił San Gimignano, przybywając do Florencji, gdzie w połowie XVII wieku współpracował z Antonio Franchim i Baldassare Francescchinim.
Kopię obrazu Ficherellego przedstawiającego świętą Praksedę wykonał w 1655 roku Jan Vermeer.

## Znane dzieła
- Jael zabijająca Siserę, datowanie nieznane, obecnie we florenckim Palazzo Pitti.
- Śmierć Kleopatry (1650), Galeria Narodowa Lubljana.
- Święta Agata
- Święta Katarzyna z Aleksandrii, Cassa di Risparmio, Pistoia.
- Wizja św. Filipa Nereusza (ok. 1657-1659), Pinacoteca della Certosa de Galluzzo, Florencja.